# GroenLinks-PvdA
GroenLinks-PvdA is een samenwerkingsverband van de Nederlandse politieke partijen GroenLinks en Partij van de Arbeid (PvdA). Deze partijen, die een groene en sociaaldemocratische signatuur hebben, zitten op landelijk niveau in gezamenlijke fracties. De partijen hebben besloten in 2026 volledig te fuseren.

## Geschiedenis
Bij de Tweede Kamerverkiezingen van 17 maart 2021 boekten de linkse partijen een historisch laag resultaat. GroenLinks, de Partij van de Arbeid en de Socialistische Partij (SP) gingen terug van 37 naar 26 zetels. Een groep ongeruste GroenLinks- en PvdA-leden stelde het RoodGroen Manifest op, waarin zij pleitten voor meer samenwerking tussen de partijen. In korte tijd ondertekenden duizenden sympathisanten dit manifest.
RoodGroen wilde vervolgens de partijen bewegen richting een fusie, door middel van moties en congresuitspraken. Dit deden zij van onderop, mede vanwege de mislukte samenwerkingen die in de voorgaande decennia vanuit de partijleidingen waren gekomen. Ondertussen hielden GroenLinks en PvdA elkaar vast bij de dan lopende kabinetsformatie.

### Samengaan Eerste Kamerfracties
Op het PvdA-congres van 11 juni 2022 stemde 77 procent van de leden voor een gezamenlijke fractie van GroenLinks en PvdA in de Eerste Kamer. In een referendum onder GroenLinks-leden, dat de week ervoor werd gehouden, stemde 80 procent hiervoor.
Door deze motie deden de partijen nog afzonderlijk deel aan de Eerste Kamerverkiezingen van 30 mei 2023. Beide partijen haalden zeven zetels. Vanaf de datum van installatie, 13 juni 2023, werd er één gezamenlijke fractie gevormd. Deze fractie kwam onder voorzitterschap te staan van Paul Rosenmöller (GroenLinks). Mei Li Vos (PvdA) werd vice-fractievoorzitter en fractiesecretaris.

### Tweede Kamerverkiezingen 2023
Aan de Tweede Kamerverkiezingen van 22 november 2023 wilden de partijen met één lijst en programma meedoen; in een ledenreferendum stemde 91,8 % van de deelnemende GroenLinks-leden en 87,9 % van de PvdA-leden hier voor. Op 20 juli 2023 stelde Eurocommissaris Frans Timmermans zich beschikbaar als lijsttrekker voor de gemeenschappelijke lijst. Een paar weken later werd hij als enige kandidaat-lijsttrekker voorgedragen door beide partijbesturen.
Op 22 augustus 2023 werd Timmermans door beide partijen aangewezen als lijsttrekker voor de verkiezingen. Tijdens de algemene politieke beschouwingen voerde Jesse Klaver het woord namens de partijen. Bij de ingang van het verkiezingsreces op 27 oktober 2023 werden de fracties van de twee partijen formeel samengevoegd, nadat fractieleden al enige tijd namens elkaars fracties het woord voerden.
De gezamenlijke lijst behaalde 25 zetels bij de verkiezingen en werd daarmee de op één na grootste partij, achter de PVV van Geert Wilders.

### Europese verkiezingen 2024
Snel na de Tweede Kamerverkiezingen werd er binnen beide partijen een referendum gehouden over een gezamenlijke lijst bij de Europese verkiezingen van 6 juni 2024. Van de deelnemende leden stemde 87 % van de GroenLinksers voor, en 89 % van de PvdA'ers. GroenLinkser Bas Eickhout, tevens spitzenkandidat voor de Europese Groene Partij (EGP), werd de Europese lijsttrekker van GroenLinks-PvdA.
Bij de verkiezingen behaalde GroenLinks-PvdA 21 procent van de Nederlandse stemmen, goed voor acht zetels. Hiermee was de combinatie de grootste partij van de verkiezingen. Na de verkiezingen sloten de afzonderlijke partijen zich weer aan bij hun gebruikelijke fracties: GroenLinks bij De Groenen/EVA, de PvdA bij S&D. Per 13 februari 2025 zitten de delegatieleden voor GroenLinks-PvdA in het Europees Parlement, maar bleven zij in verschillende fracties zitten.

### Tweede Kamerverkiezingen 2025 en partijfusie
Na de val van het kabinet-Schoof werden er verkiezingen uitgeschreven voor 29 oktober 2025. In een referendum in juni 2025 stemde 95 procent van de GroenLinksers en 94 procent van de PvdA'ers voor het wederom opkomen met een gezamenlijke lijst. Daarnaast stemde 89 procent van de GroenLinksers en 88 procent van de PvdA'ers voor het volledig samengaan van de partijen in 2026.

## Bewegingen

### RoodGroen
De samenwerking tussen de partijen is vooral aangejaagd door RoodGroen. Deze groep is ontstaan na de verkiezingen van 2021, en heeft zich gevormd rond het RoodGroen Manifest. Het doel van deze groep is het laten fuseren van GroenLinks en PvdA tot één partij.

### Rood Vooruit
Er zijn als reactie op de samenwerking tussen PvdA en GroenLinks een tweetal kritische bewegingen ontstaan; Rood Vooruit en LinksBoven. Rood Vooruit bestaat uit PvdA-leden, en is voornamelijk gekant tegen een fusie met GroenLinks. Volgens Rood Vooruit zou de sociaaldemocratische stroming kunnen verdwijnen bij deze fusie, en voelen kiezers zich meer aangesproken met een zelfstandig PvdA-verhaal. Rood Vooruit gaf eerst aan bij een fusie zelf een nieuwe sociaaldemocratische partij op te gaan richten, maar na de uitslag van het ledenreferendum in 2025 gaf de groep aan in eerste instantie als "sociaaldemocratisch geweten" van de nieuwe partij te willen optreden. Bij de bijeenkomsten van Rood Vooruit fungeerde Gerdi Verbeet, die de partij inmiddels heeft verlaten, als gespreksleider. Andere bekende aanhangers zijn onder andere (voormalige) partijprominenten Ad Melkert, Hans Spekman, Lutz Jacobi, Reshma Roopram en Felix Rottenberg. Ook schrijfster Nelleke Noordervliet heeft haar steun uitgesproken voor Rood Vooruit. De beweging heeft een eigen jongerenvereniging Jong RoodVooruit.

### LinksBoven
LinksBoven komt juist voort uit beide partijen. Deze groep is voor de fusie, maar streeft een groenere en linksere koers na. LinksBoven vreest dat de combinatie naar het midden trekt en het debat op rechtse thema's aangaat. Kernwaarden binnen LinksBoven zijn ecologisme, antikapitalisme en antimilitarisme.

## Volksvertegenwoordiging

### Tweede Kamer
De fracties in de Tweede Kamer gingen samen op 27 oktober 2023, in aanloop naar de verkiezingen op 22 november dat jaar. Sinds 6 december 2023 wordt de Tweede Kamerfractie voorgezeten door Frans Timmermans.
| Verkiezingsjaar | Lijsttrekker     | Kandidatenlijst | Aantal stemmen | % van de stemmers | Aantal behaalde zetels |
| --------------- | ---------------- | --------------- | -------------- | ----------------- | ---------------------- |
| 2023            | Frans Timmermans | Kandidatenlijst | 1.643.073      | 15,75%            | 25 / 150               |

### Eerste Kamer
De fracties in de Eerst Kamer gingen samen op 13 juni 2023, na de verkiezingen op 30 mei dat jaar. De Eerste Kamerfractie wordt voorgezeten door Paul Rosenmöller.

### Europees Parlement
Bij de Europese verkiezingen van 6 juni 2024 deden GroenLinks en PvdA mee met een gezamenlijke lijst. Na de verkiezingen gingen GroenLinks-leden naar de Groenen/EVA-fractie en de PvdA-leden naar de S&D-fractie. Sinds 13 februari 2025 zitten zij onder de naam GroenLinks-PvdA in het Europarlement. GroenLinks-PvdA-delegatieleider is Bas Eickhout, die tevens fractievoorzitter is van de Groenen/EVA.
| Verkiezingsjaar | Lijsttrekker | Kandidatenlijst | Aantal stemmen | % van de stemmers | Aantal behaalde zetels |
| --------------- | ------------ | --------------- | -------------- | ----------------- | ---------------------- |
| 2024            | Bas Eickhout | Kandidatenlijst | 1.314.428      | 21,09%            | 8 / 31                 |

### Provinciale Staten
In Zeeland deden PvdA en GroenLinks bij de Provinciale Statenverkiezingen 2023 mee met een gezamenlijke lijst. In Zuid-Holland fuseerden de afzonderlijke fracties op 21 september 2023, na al intensief te hebben samengewerkt.
| Verkiezingsjaar | Provincie | Aantal stemmen | % van de stemmers | Aantal behaalde zetels |
| --------------- | --------- | -------------- | ----------------- | ---------------------- |
| 2023            | Zeeland   | 24.537         | 13,43%            | 6 / 39                 |

### Gemeenten
In een deel van de gemeenten wordt al langer samengewerkt tussen progressieve partijen. De eerste samenwerking tussen GroenLinks en PvdA vond plaats in de Gemeente Boxtel, waar in 1995 onder de naam PvdA-GroenLinks Boxtel een gezamelijke fractie is gevormd tussen de twee partijen. Naast PvdA en GroenLinks zijn D66 en SP bij deze samenwerkingen betrokken. Bij de verkiezingen van 2026 zijn GroenLinks en PvdA in 80 procent van de gevallen van plan met een gezamenlijke lijst mee te doen.